# سفيان بن مجاشع الدارمي
سُفْيَان بن مُجَاشِع بن دَارِم الحَنظَلِي التَّمِيمِي من سادات العرب وأشرافهم، وفارس شجاع وهو أول من ورد الكلاب، وكان قاضي عكاظ في زمانه، فمات فأصبح القضاء في عكاظ ورثاً لبنوه.

## نسبه
هو: سفيان بن مجاشع بن دارم بن مالك بن حنظلة بن مالك بن زيد مناة بن تميم بن مر بن إد بن طابخة بن إلياس بن مضر بن نزار بن معد بن عدنان، الدارمي الحنظلي التميمي.
امه: شراف بنت بهدلة بن عوف بن كعب بن سعد بن زيد مناة بن تميم.
بنوه:
- محمد بن سفيان
- مرة بن سفيان
- عامر بن سفيان
- حويّ بن سفيان

## تسمية ابنه بمحمد
قال عدي بن ربيعة: خرجت رابع أربعة من بني تميم أنا منهم وسفيان بن مجاشع بن دارم وأسامة بن مالك بن جندب بن العقيد ويزيد بن ربيعة بن كنانة بن حربوص بن مازن، ونحن نريد ابن جفنة ملك غسان فلما شارفنا الشام نزلنا على غدير عليه شجرات فتحدثنا فسمع كلامنا راهب فأشرف علينا فقال : إن هذه لغة ما هي بلغة هذه البلاد قلنا: نعم نحن قوم من مضر
قال: من أي المضريين؟ قلنا: من خندف
قال: أما إنه سيبعث وشيكا نبي خاتم النبيين فسارعوا إليه، وخذوا بحظكم منه ترشدوا فقلنا له: ما اسمه؟ قال: اسمه محمد قال: فرجعنا من عند ابن جفنة فولد لكل واحد منا ابن فسماه محمدا يعني أن كل واحد منهم طمع في أن يكون هذا النبي المبشر به ولده.

## قضائه بعكاظ
كان القضاء بعكاظ لبني تميم، وقد جمعت تميم الموسم إلى ذلك. وكان ذلك يكون في أفخاذها كلها. ويكون الرجلان يليان هذا من الأمرين جميعًا، عكاظ على حدة والموسم على حدة. فكان من اجتمع له الموسم والقضاء "سعد بن زيد مناة بن تميم"، ثم تولى ذلك "حنظلة بن مالك بن زيد مناة"، ثم تولاه...إلى آخره.
ثم "سفيان بن مجاشع بن دارم بن مالك بن حنظلة"، فكان سفيان آخر تميمي اجتمع له الموسم والقضاء بعكاظ. فمات سفيان، فافترق الأمر، فلم يجتمع الموسم والقضاء لأحد منهم.
حتى جاء الإسلام فكان "محمد بن سفيان بن مجاشع" يقضي بعكاظ. فصار ميراثًا لهم. فكان آخر من قضي بينهم الذي وصل إلى الإسلام "الأقرع بن حابس بن عقال بن محمد بن سفيان".

## إخماده الفتنة بين الملوك
كان الحارث الكندي ملكا من ملوك العرب، وقد اتسع حكمه حتى ضيق على المنذر بن ماء السماء حكمه للعراق حتى ألجأه إلى هيت وتكريت فأشار سفيان بن مجاشع بن دارم على المنذر أن يخطب ابنة الحارث إليه، فقال: لا يزوجني وبيننا دق منشم، ومن لي بمن ينهي ذلك إليه، قال: أنا لك بذلك فلحق بالحارث، فخطب إليه هند بنت الحارث، فزوجها إياه، وهي التي  يقول لها القائل: يا ليت هنداً ولدت ثلاثة. قال: فولدت ثلاثة ذكورة بعضهم على رأس بعض، ولدت "عمراً مضرط الحجارة ابن هند" و"قابوس قينة العراق ابن هند" و"المنذر بن هند الأكبر". فتهادنا وكف المنذر عنه، قال وطفئت النائرة بينهما، ورجع إلى الحيرة. قال فسفيان بن مجاشع هو الذي أصلح بينهما.
قال ففخر به الفرزدق على جرير:

## أول من ورد الكلاب
كان سلمة وأخوه شرحبيل ملكان في العرب فعلا الشر بينهما فذهب كل منها بجيش وساروا إلى وادي كلاب، وكانت بنو دارم مع أخوالها بني تغلب، ورئيسهم سفيان بن مجاشع، فقال سلمة لبني تغلب: إن حالوا بينكم وبين ماء الكلاب ظفروا بكم، فشقق مزاد أصحابه حتى سفح الماء، فسمي السفاح، وأغذوا السير حتى نزلوا على الكلاب، ونزل شرحبيل ومعه بكر وبطون من تميم واليمن بأسفله، "وكان أول من ورد ماء الكلاب سفيان بن مجاشع بن دارم"، وابناه مرة وعامر.
وقد قتل أحد من بنوه فقال سفيان يرتجز:
وقال الفرزدق يفتخر بجده: